# جام آمریکای مرکزی کونکاکاف ۲۰۲۴
جام آمریکای مرکزی کونکاکاف ۲۰۲۴ دومین دوره از جام آمریکای مرکزی کونکاکاف، مسابقات بین‌المللی فوتبال باشگاهی سالانه سطح اول در منطقه آمریکای مرکزی بود. این مسابقات توسط باشگاه‌هایی که انجمن‌های فوتبال آنها وابسته به اتحادیه فوتبال آمریکای مرکزی (اونکاف)، یک زیرمجموعه کونکاکاف، است، برگزار شد.
قهرمان جام آمریکای مرکزی کونکاکاف ۲۰۲۴ به مرحله یک‌هشتم نهایی جام قهرمانان کونکاکاف ۲۰۲۵ راه یافت، در حالی که تیم‌های دوم تا ششم در همان رقابت‌ها به مرحله مقدماتی راه یافتند.

## تیم‌ها
بیست تیم از هفت فدراسیون عضو اونکاف بر اساس نتایج لیگ‌های داخلی خود به این مسابقات راه یافتند. هجده سهمیه توسط کونکاکاف از پیش تعیین شده است و دو سهمیه باقی مانده به کاستاریکا و نیکاراگوئه به عنوان انجمن‌های ملی که باشگاه‌هایشان در دوره قبلی مسابقات فینالیست بودند، اعطا شد. تخصیص سهمیه برای این دوره به شرح زیر بود:
- کاستاریکا: ۳+۱ سهمیه
- السالوادور، گواتمالا، هندوراس و پاناما: ۳ سهمیه
- نیکاراگوئه: ۲+۱ سهمیه
- بلیز: ۱ سهمیه

| فدراسیون             | تیم              | نحوه صلاحیت                                                                                                  |
| -------------------- | ---------------- | --- |
| بلیز (۱ سهمیه)       | پورت لایولا      | قهرمان مسابقات لیگ برتر ۲۴–۲۰۲۳ (اختتامیه ۲۰۲۴) با رکورد بهتر در جدول مجموع.                                 |
| کاستاریکا (۴ سهمیه)  | ساپریسا          | قهرمان آپرتورا و کلاسورا لیگ برتر کاستاریکا ۲۴–۲۰۲۳                                                          |
| کاستاریکا (۴ سهمیه)  | هردیانو          | تیم برتر جدول مجموع لیگ برتر کاستاریکا ۲۴–۲۰۲۳ که هنوز صعود نکرده است                                        |
| کاستاریکا (۴ سهمیه)  | آلاخولنسه        | دومین تیم برتر جدول مجموع لیگ برتر کاستاریکا ۲۴–۲۰۲۳ که هنوز صعود نکرده است                                  |
| کاستاریکا (۴ سهمیه)  | گواناکاستیکا     | سومین تیم برتر جدول مجموع لیگ برتر کاستاریکا ۲۴–۲۰۲۳ که هنوز صعود نکرده است                                  |
| السالوادور (۳ سهمیه) | آگویلا           | قهرمان لیگ برتر آپرتورا ۲۴–۲۰۲۳                                                                              |
| السالوادور (۳ سهمیه) | آلیانسا          | نایب قهرمان لیگ برتر آپرتورا ۲۴–۲۰۲۳                                                                         |
| السالوادور (۳ سهمیه) | لوئیس آنخل فیرپو | تیم برتر جدول مجموع لیگ برتر السالوادور ۲۴–۲۰۲۳ که هنوز صعود نکرده است                                       |
| گواتمالا (۳ سهمیه)   | کامیونیکیشنس     | قهرمان مسابقات آپرتورا لیگ ملی گواتمالا ۲۴–۲۰۲۳                                                              |
| گواتمالا (۳ سهمیه)   | مونیسیپال        | قهرمان مسابقات کلاسورا لیگ ملی گواتمالا ۲۴–۲۰۲۳                                                              |
| گواتمالا (۳ سهمیه)   | آنتیگوا          | تیم برتر جدول مجموع لیگ ملی گواتمالا ۲۴–۲۰۲۳ که هنوز صعود نکرده است                                          |
| هندوراس (۳ سهمیه)    | المپیا           | قهرمان آپرتورا و کلاسورا لیگ ملی هندوراس ۲۴–۲۰۲۳                                                             |
| هندوراس (۳ سهمیه)    | ماراتن           | تیم برتر جدول مجموع لیگ ملی هندوراس ۲۴–۲۰۲۳ که هنوز صعود نکرده است                                           |
| هندوراس (۳ سهمیه)    | موتاگوا          | دومین تیم برتر جدول مجموع لیگ ملی هندوراس ۲۴–۲۰۲۳ که هنوز صعود نکرده است                                     |
| نیکاراگوئه (۳ سهمیه) | دیریانگن         | قهرمان آپرتورا و کلاسورا لیگ برتر نیکاراگوئه ۲۴–۲۰۲۳                                                         |
| نیکاراگوئه (۳ سهمیه) | ماناگوا          | تیم برتر جدول مجموع لیگ برتر نیکاراگوئه ۲۴–۲۰۲۳ که هنوز صعود نکرده است                                       |
| نیکاراگوئه (۳ سهمیه) | رئال استیلی      | دومین تیم برتر جدول مجموع لیگ برتر نیکاراگوئه ۲۴–۲۰۲۳ که هنوز صعود نکرده است                                 |
| پاناما (۳ سهمیه)     | ایندپندینته      | قهرمان مسابقات کلاسورا لیگ پاناما ۲۰۲۳                                                                       |
| پاناما (۳ سهمیه)     | تائورو           | قهرمان مسابقات آپرتورا لیگ پاناما ۲۰۲۴                                                                       |
| پاناما (۳ سهمیه)     | سان فرانسیسکو    | تیم برتر جدول مجموع مسابقات کلاسورا لیگ پاناما ۲۰۲۳ و مسابقات آپرتورا لیگ پاناما ۲۰۲۴ که هنوز صعود نکرده است |

## قرعه کشی
قرعه کشی مرحله گروهی در ۶ ژوئن ۲۰۲۴ در میامی، فلوریدا، ایالات متحده برگزار شد. ۲۰ تیم شرکت کننده پیش از این بر اساس رتبه‌بندی باشگاه‌های کونکاکاف خود تا ۲۸ مه ۲۰۲۳، در پنج گلدان چهار تیمی قرار گرفته بودند.
| تیم       | رتبه |
| --------- | ---- |
| ساپریسا   | ۴۱   |
| المپیا    | ۴۳   |
| آلاخولنسه | ۵۰   |
| هردیانو   | ۵۱   |

| تیم          | رتبه |
| ------------ | ---- |
| مونیسیپال    | ۵۲   |
| کامیونیکیشنس | ۵۴   |
| آنتیگوا      | ۵۵   |
| موتاگوا      | ۵۶   |

| تیم          | رتبه |
| ------------ | ---- |
| تائورو       | ۵۸   |
| ماراتن       | ۵۹   |
| ایندپندینته  | ۶۰   |
| گواناکاستیکا | ۷۱   |

| تیم           | رتبه |
| ------------- | ---- |
| سان فرانسیسکو | ۷۷   |
| آلیانسا       | ۸۰   |
| رئال استیلی   | ۸۳   |
| آگویلا        | ۸۶   |

| تیم              | رتبه |
| ---------------- | ---- |
| دیریانگن         | ۹۸   |
| لوئیس آنخل فیرپو | ۱۱۳  |
| ماناگوا          | ۱۴۶  |
| پورت لایولا      | ۱۷۵  |

برای مرحله گروهی، ۲۰ تیم به چهار گروه پنج تیمی (گروه‌های A تا D) تقسیم شدند که شامل یک تیم از هر پنج گلدان بود. تیم‌های گلدان ۱ ابتدا قرعه کشی شدند و در جایگاه اول گروه خود قرار گرفتند و از گروه A تا گروه D شروع کردند. همین رویه برای تیم‌های گلدان‌های ۲، ۳، ۴ و ۵ نیز دنبال شد و آنها به ترتیب در جایگاه‌های ۲، ۳، ۴ و ۵ در گروهی که به آن کشیده شده بودند، قرار گرفتند. هر گروه نباید بیش از دو باشگاه از یک فدراسیون ملی داشته باشد.

## برنامه
برنامه مسابقات به شرح زیر بود.
| مرحله       | دور                 | بازی رفت         | بازی برگشت       |
| ----------- | ------------------- | ---------------- | ---------------- |
| مرحله گروهی | هفته ۱              | ۳۰ ژوئیه – ۱ اوت | ۳۰ ژوئیه – ۱ اوت |
| مرحله گروهی | هفته ۲              | ۶–۸ اوت          | ۶–۸ اوت          |
| مرحله گروهی | هفته ۳              | ۱۳–۱۵ اوت        | ۱۳–۱۵ اوت        |
| مرحله گروهی | هفته ۴              | ۲۰–۲۲ اوت        | ۲۰–۲۲ اوت        |
| مرحله گروهی | هفته ۵              | ۲۷–۲۹ اوت        | ۲۷–۲۹ اوت        |
| مرحله حذفی  | یک‌چهارم نهایی       | ۲۴–۲۶ سپتامبر    | ۱–۳ اکتبر        |
| مرحله حذفی  | نیمه نهایی و پلی آف | ۲۲–۲۴ اکتبر      | ۲۹–۳۱ اکتبر      |
| مرحله حذفی  | فینال               | ۲۷ نوامبر        | ۴ دسامبر         |

## مرحله گروهی
در مرحله گروهی، هر گروه به صورت نوبت‌گردشی برگزار می‌شود و تیم‌ها یک بار با یکدیگر بازی می‌کنند که در مجموع چهار مسابقه برای هر تیم (دو مسابقه خانگی و دو مسابقه خارج از خانه) برگزار می‌شود. تیم‌های اول و دوم هر گروه به مرحله یک‌چهارم نهایی مرحله حذفی راه پیدا می‌کنند.

### گروه A
| رتبه | تیم           | بازی | برد | مساوی | باخت | گل زده | گل خورده | گل تفاضل | امتیاز | صلاحیت                |
| ---- | ------------- | ---- | --- | ----- | ---- | ------ | -------- | -------- | ------ | --------------------- |
| ۱    | هردیانو       | ۴    | ۳   | ۱     | ۰    | ۴      | ۱        | ۳+       | ۱۰     | صعود به یک‌چهارم نهایی |
| ۲    | موتاگوا       | ۴    | ۲   | ۱     | ۱    | ۹      | ۶        | ۳+       | ۷      | صعود به یک‌چهارم نهایی |
| ۳    | دیریانگن      | ۴    | ۲   | ۱     | ۱    | ۴      | ۳        | ۱+       | ۷      |                       |
| ۴    | تائورو        | ۴    | ۱   | ۰     | ۳    | ۴      | ۸        | ۴−       | ۳      |                       |
| ۵    | سان فرانسیسکو | ۴    | ۰   | ۱     | ۳    | ۳      | ۶        | ۳−       | ۱      |                       |

### گروه B
| رتبه | تیم              | بازی | برد | مساوی | باخت | گل زده | گل خورده | گل تفاضل | امتیاز | صلاحیت                |
| ---- | ---------------- | ---- | --- | ----- | ---- | ------ | -------- | -------- | ------ | --------------------- |
| ۱    | آلاخولنسه        | ۴    | ۴   | ۰     | ۰    | ۱۱     | ۶        | ۵+       | ۱۲     | صعود به یک‌چهارم نهایی |
| ۲    | کامیونیکیشنس     | ۴    | ۲   | ۱     | ۱    | ۵      | ۴        | ۱+       | ۷      | صعود به یک‌چهارم نهایی |
| ۳    | ماراتن           | ۴    | ۲   | ۰     | ۲    | ۴      | ۵        | ۱−       | ۶      |                       |
| ۴    | آلیانسا          | ۴    | ۱   | ۰     | ۳    | ۶      | ۶        | ۰        | ۳      |                       |
| ۵    | لوئیس آنخل فیرپو | ۴    | ۰   | ۱     | ۳    | ۶      | ۱۱       | ۵−       | ۱      |                       |

### گروه C
| رتبه | تیم         | بازی | برد | مساوی | باخت | گل زده | گل خورده | گل تفاضل | امتیاز | صلاحیت                |
| ---- | ----------- | ---- | --- | ----- | ---- | ------ | -------- | -------- | ------ | --------------------- |
| ۱    | آگویلا      | ۴    | ۳   | ۱     | ۰    | ۱۰     | ۱        | ۹+       | ۱۰     | صعود به یک‌چهارم نهایی |
| ۲    | آنتیگوا     | ۴    | ۲   | ۲     | ۰    | ۷      | ۳        | ۴+       | ۸      | صعود به یک‌چهارم نهایی |
| ۳    | المپیا      | ۴    | ۲   | ۱     | ۱    | ۱۰     | ۴        | ۶+       | ۷      |                       |
| ۴    | ایندپندینته | ۴    | ۱   | ۰     | ۳    | ۲      | ۸        | ۶−       | ۳      |                       |
| ۵    | پورت لایولا | ۴    | ۰   | ۰     | ۴    | ۳      | ۱۶       | ۱۳−      | ۰      |                       |

### گروه D
| رتبه | تیم          | بازی | برد | مساوی | باخت | گل زده | گل خورده | گل تفاضل | امتیاز | صلاحیت                |
| ---- | ------------ | ---- | --- | ----- | ---- | ------ | -------- | -------- | ------ | --------------------- |
| ۱    | ساپریسا      | ۴    | ۳   | ۰     | ۱    | ۱۰     | ۴        | ۶+       | ۹      | صعود به یک‌چهارم نهایی |
| ۲    | رئال استیلی  | ۴    | ۲   | ۱     | ۱    | ۶      | ۳        | ۳+       | ۷      | صعود به یک‌چهارم نهایی |
| ۳    | مونیسیپال    | ۴    | ۱   | ۱     | ۲    | ۴      | ۴        | ۰        | ۴      |                       |
| ۴    | ماناگوا      | ۴    | ۱   | ۱     | ۲    | ۴      | ۷        | ۳−       | ۴      |                       |
| ۵    | گواناکاستیکا | ۴    | ۱   | ۱     | ۲    | ۳      | ۹        | ۶−       | ۴      |                       |

## مرحله حذفی
مرحله حذفی به صورت تک‌حذفی و با قوانین زیر برگزار شد:
- هر بازی به صورت رفت و برگشت برگزار شد. تیم میزبان بازی برگشت در هر بازی به صورت جداگانه برای هر دور به شرح زیر تعیین شد:
  - در مرحله یک چهارم نهایی، تیم‌های برنده گروه میزبان بازی برگشت بودند.
  - در نیمه نهایی و بازی‌های پلی آف، تیم‌های با رتبه بالاتر بر اساس مجموع امتیازات جمع شده در مرحله گروهی و یک چهارم نهایی میزبان بازی برگشت بودند.
  - در فینال، تیم با رتبه بالاتر بر اساس مجموع امتیازات جمع شده در مرحله گروهی، یک‌چهارم نهایی و نیمه نهایی میزبان بازی برگشت بود.
- در یک‌چهارم نهایی و نیمه نهایی، در صورت تساوی در نتیجه، از قانون گل زده در خانه حریف استفاده می‌شد. در صورت تساوی، ضربات پنالتی مستقیماً برای تعیین برنده استفاده می‌شد.
- در بازی‌های پلی آف و فینال، اگر مجموع دو بازی مساوی شود، قانون گل زده در خانه حریف اعمال می‌شود. اگر همچنان مساوی باشد، ۳۰ دقیقه وقت اضافه بدون قانون گل زده در خانه حریف در این مدت بازی خواهد شد. اگر پس از وقت اضافه نیز مساوی باشد، از ضربات پنالتی برای تعیین برنده استفاده می‌شود.

### تیم‌های راه یافته
تیم‌های اول و دوم هر یک از چهار گروه مرحله گروهی به مرحله یک‌چهارم نهایی راه یافتند.
| گروه | تیم اول   | تیم دوم      |
| ---- | --------- | ------------ |
| A    | هردیانو   | موتاگوا      |
| B    | آلاخولنسه | کامیونیکیشنس |
| C    | آگویلا    | آنتیگوا      |
| D    | ساپریسا   | رئال استیلی  |

### سیدبندی
تیم‌ها بر اساس نتایج مرحله گروهی در سیدهای  ۱ تا ۸ قرار گرفتند و جایگاه آنها در یک جدول ثابت تعیین شد. به عنوان مثال، اولین نیمه نهایی بین برنده بازی ۱ در مقابل ۸ در یک‌چهارم نهایی و برنده بازی ۴ در مقابل ۵ در یک‌چهارم نهایی برگزار شد. برای هر دور، میزبان بازی برگشت بر اساس عملکرد در تمام دورهای قبلی، از جمله مرحله گروهی، تعیین می‌شد.
سیدبندی فقط برای مرحله یک چهارم نهایی به شرح زیر بود:

| سید | گروه | تیم          | بازی | برد | مساوی | باخت | گل زده | گل خورده | گل تفاضل | امتیاز | بازی‌ها   |
| --- | ---- | ------------ | ---- | --- | ----- | ---- | ------ | -------- | -------- | ------ | -------- |
| ۱   | B    | آلاخولنسه    | ۴    | ۴   | ۰     | ۰    | ۱۱     | ۶        | ۵+       | ۱۲     | بازی چ‌ن۱ |
| ۲   | C    | آگویلا       | ۴    | ۳   | ۱     | ۰    | ۱۰     | ۱        | ۹+       | ۱۰     | بازی چ‌ن۳ |
| ۳   | A    | هردیانو      | ۴    | ۳   | ۱     | ۰    | ۴      | ۱        | ۳+       | ۱۰     | بازی چ‌ن۴ |
| ۴   | D    | ساپریسا      | ۴    | ۳   | ۰     | ۱    | ۶      | ۲        | ۴+       | ۹      | بازی چ‌ن۲ |
|     |      |              |      |     |       |      |        |          |          |        |          |
| ۵   | C    | آنتیگوا      | ۴    | ۲   | ۲     | ۰    | ۷      | ۳        | ۴+       | ۸      | بازی چ‌ن۲ |
| ۶   | A    | موتاگوا      | ۴    | ۲   | ۱     | ۱    | ۹      | ۶        | ۳+       | ۷      | بازی چ‌ن۴ |
| ۷   | D    | رئال استیلی  | ۴    | ۲   | ۱     | ۱    | ۶      | ۳        | ۳+       | ۷      | بازی چ‌ن۳ |
| ۸   | B    | کامیونیکیشنس | ۴    | ۲   | ۱     | ۱    | ۵      | ۴        | ۱+       | ۷      | بازی چ‌ن۱ |

### نمودار
نمودار بر اساس سیدبندی مرحله یک‌چهارم نهایی تعیین شد.
|  |              |              |        |                |        |             |              |               |               |               |                    |                    |   |   |            |            |            |            |            |  |  |       |       |       |       |       |
|  | پلی آف       | پلی آف       | پلی آف | پلی آف         | پلی آف |             |              | یک‌چهارم نهایی | یک‌چهارم نهایی | یک‌چهارم نهایی | یک‌چهارم نهایی      | یک‌چهارم نهایی      |   |   | نیمه نهایی | نیمه نهایی | نیمه نهایی | نیمه نهایی | نیمه نهایی |  |  | فینال | فینال | فینال | فینال | فینال |
|  | پلی آف       | پلی آف       | پلی آف | پلی آف         | پلی آف |             |              | یک‌چهارم نهایی | یک‌چهارم نهایی | یک‌چهارم نهایی | یک‌چهارم نهایی      | یک‌چهارم نهایی      |   |   | نیمه نهایی | نیمه نهایی | نیمه نهایی | نیمه نهایی | نیمه نهایی |  |  | فینال | فینال | فینال | فینال | فینال |
|  |              |              |        |                |        |             |              |               |               |               |                    |                    |   |   |            |            |            |            |            |  |  |       |       |       |       |       |
|  |              |              |        |                |        |             |              |               |               |               |                    |                    |   |   |            |            |            |            |            |  |  |       |       |       |       |       |
|  | ۷            | رئال استیلی  | ۲      | ۰              | ۲      |             |              |               |               |               |                    |                    |   |   |            |            |            |            |            |  |  |       |       |       |       |       |
|  | ۷            | رئال استیلی  | ۲      | ۰              | ۲      |             |              |               |               |               |                    |                    |   |   |            |            |            |            |            |  |  |       |       |       |       |       |
|  |              |              |        |                |        |             |              | ۲             | آگویلا        | ۱             | ۰                  | ۱                  |   |   |            |            |            |            |            |  |  |       |       |       |       |       |
|  |              |              |        |                |        |             |              | ۲             | آگویلا        | ۱             | ۰                  | ۱                  |   |   |            |            |            |            |            |  |  |       |       |       |       |       |
|  | آگویلا       | آگویلا       | ۰      | ۲              | ۲      |             |              |               |               |               | رئال استیلی (گ.ز.) | رئال استیلی (گ.ز.) | ۰ | ۲ | ۲          |            |            |            |            |  |  |       |       |       |       |       |
|  | آگویلا       | آگویلا       | ۰      | ۲              | ۲      |             |              |               |               |               | رئال استیلی (گ.ز.) | رئال استیلی (گ.ز.) | ۰ | ۲ | ۲          |            |            |            |            |  |  |       |       |       |       |       |
|  | موتاگوا      | موتاگوا      | ۲      | ۲              | ۴      |             |              |               |               |               |                    |                    |   |   | هردیانو    | هردیانو    | ۰          | ۲          | ۲          |  |  |       |       |       |       |       |
|  | موتاگوا      | موتاگوا      | ۲      | ۲              | ۴      |             |              |               |               |               |                    |                    |   |   | هردیانو    | هردیانو    | ۰          | ۲          | ۲          |  |  |       |       |       |       |       |
|  |              |              |        |                |        | ۶           | موتاگوا      | ۲             | ۰             | ۲             |                    |                    |   |   |            |            |            |            |            |  |  |       |       |       |       |       |
|  |              |              |        |                |        | ۶           | موتاگوا      | ۲             | ۰             | ۲             |                    |                    |   |   |            |            |            |            |            |  |  |       |       |       |       |       |
|  |              |              | ۳      | هردیانو (گ.ز.) | ۲      | ۰           | ۲            |               |               |               |                    |                    |   |   |            |            |            |            |            |  |  |       |       |       |       |       |
|  |              |              | ۳      | هردیانو (گ.ز.) | ۲      | ۰           | ۲            |               |               |               |                    |                    |   |   |            |            |            |            |            |  |  |       |       |       |       |       |
|  |              |              |        |                |        | رئال استیلی | رئال استیلی  | ۱             | ۱             | ۲             |                    |                    |   |   |            |            |            |            |            |  |  |       |       |       |       |       |
|  |              |              |        |                |        | رئال استیلی | رئال استیلی  | ۱             | ۱             | ۲             |                    |                    |   |   |            |            |            |            |            |  |  |       |       |       |       |       |
|  |              |              |        |                |        |             |              | آلاخولنسه     | آلاخولنسه     | ۱             | ۲                  | ۳                  |   |   |            |            |            |            |            |  |  |       |       |       |       |       |
|  |              |              |        |                |        |             |              | آلاخولنسه     | آلاخولنسه     | ۱             | ۲                  | ۳                  |   |   |            |            |            |            |            |  |  |       |       |       |       |       |
|  | ۵            | آنتیگوا      | ۰      | ۳              | ۳      |             |              |               |               |               |                    |                    |   |   |            |            |            |            |            |  |  |       |       |       |       |       |
|  | ۵            | آنتیگوا      | ۰      | ۳              | ۳      |             |              |               |               |               |                    |                    |   |   |            |            |            |            |            |  |  |       |       |       |       |       |
|  |              |              |        |                |        |             |              | ۴             | ساپریسا       | ۰             | ۰                  | ۰                  |   |   |            |            |            |            |            |  |  |       |       |       |       |       |
|  |              |              |        |                |        |             |              | ۴             | ساپریسا       | ۰             | ۰                  | ۰                  |   |   |            |            |            |            |            |  |  |       |       |       |       |       |
|  | ساپریسا      | ساپریسا      | ۱      | ۳              | ۴      |             |              |               |               |               | آنتیگوا            | آنتیگوا            | ۰ | ۰ | ۰          |            |            |            |            |  |  |       |       |       |       |       |
|  | ساپریسا      | ساپریسا      | ۱      | ۳              | ۴      |             |              |               |               |               | آنتیگوا            | آنتیگوا            | ۰ | ۰ | ۰          |            |            |            |            |  |  |       |       |       |       |       |
|  | کامیونیکیشنس | کامیونیکیشنس | ۱      | ۱              | ۲      |             |              |               |               |               |                    |                    |   |   | آلاخولنسه  | آلاخولنسه  | ۰          | ۱          | ۱          |  |  |       |       |       |       |       |
|  | کامیونیکیشنس | کامیونیکیشنس | ۱      | ۱              | ۲      |             |              |               |               |               |                    |                    |   |   | آلاخولنسه  | آلاخولنسه  | ۰          | ۱          | ۱          |  |  |       |       |       |       |       |
|  |              |              |        |                |        | ۸           | کامیونیکیشنس | ۱             | ۱             | ۲             |                    |                    |   |   |            |            |            |            |            |  |  |       |       |       |       |       |
|  |              |              |        |                |        | ۸           | کامیونیکیشنس | ۱             | ۱             | ۲             |                    |                    |   |   |            |            |            |            |            |  |  |       |       |       |       |       |
|  |              |              | ۱      | آلاخولنسه      | ۲      | ۱           | ۳            |               |               |               |                    |                    |   |   |            |            |            |            |            |  |  |       |       |       |       |       |
|  |              |              | ۱      | آلاخولنسه      | ۲      | ۱           | ۳            |               |               |               |                    |                    |   |   |            |            |            |            |            |  |  |       |       |       |       |       |
|  |              |              |        |                |        |             |              |               |               |               |                    |                    |   |   |            |            |            |            |            |  |  |       |       |       |       |       |

### یک‌چهارم نهایی
بازی‌های رفت در تاریخ ۲۴ تا ۲۶ سپتامبر و بازی‌های برگشت در تاریخ ۱ تا ۳ اکتبر ۲۰۲۴ برگزار شدند.
| تیم ۱        | نتیجه نهایی | تیم ۲     | بازی رفت | بازی برگشت |
| ------------ | ----------- | --------- | -------- | ---------- |
| کامیونیکیشنس | ۲–۳         | آلاخولنسه | ۱–۲      | ۱–۱        |
| آنتیگوا      | ۳–۰         | ساپریسا   | ۰–۰      | ۳–۰        |
| رئال استیلی  | ۲–۱         | آگویلا    | ۲–۱      | ۰–۰        |
| موتاگوا      | ۲–۲ (گ.ز.)  | هردیانو   | ۲–۲      | ۰–۰        |

### پلی آف
بازی‌های رفت در ۲۲ و ۲۳ اکتبر و بازی‌های برگشت در ۲۹ و ۳۰ اکتبر ۲۰۲۴ برگزار شدند.
| تیم ۱        | نتیجه نهایی | تیم ۲   | بازی رفت | بازی برگشت |
| ------------ | ----------- | ------- | -------- | ---------- |
| کامیونیکیشنس | ۲–۴         | ساپریسا | ۱–۱      | ۱–۳        |
| موتاگوا      | ۴–۲         | آگویلا  | ۲–۰      | ۲–۲        |

### نیمه نهایی
بازی‌های رفت در ۲۲ و ۲۴ اکتبر و بازی‌های برگشت در ۳۰ و ۳۱ اکتبر ۲۰۲۴ برگزار شدند.
| تیم ۱       | نتیجه نهایی | تیم ۲     | بازی رفت | بازی برگشت |
| ----------- | ----------- | --------- | -------- | ---------- |
| آنتیگوا     | ۰–۱         | آلاخولنسه | ۰–۱      | ۰–۰        |
| رئال استیلی | ۲–۲ (گ.ز.)  | هردیانو   | ۰–۰      | ۲–۲        |

### فینال
| تیم ۱       | نتیجه نهایی | تیم ۲     | بازی رفت | بازی برگشت |
| ----------- | ----------- | --------- | -------- | ---------- |
| رئال استیلی | ۲–۳         | آلاخولنسه | ۱–۱      | ۱–۲        |